# Grigorie Leu

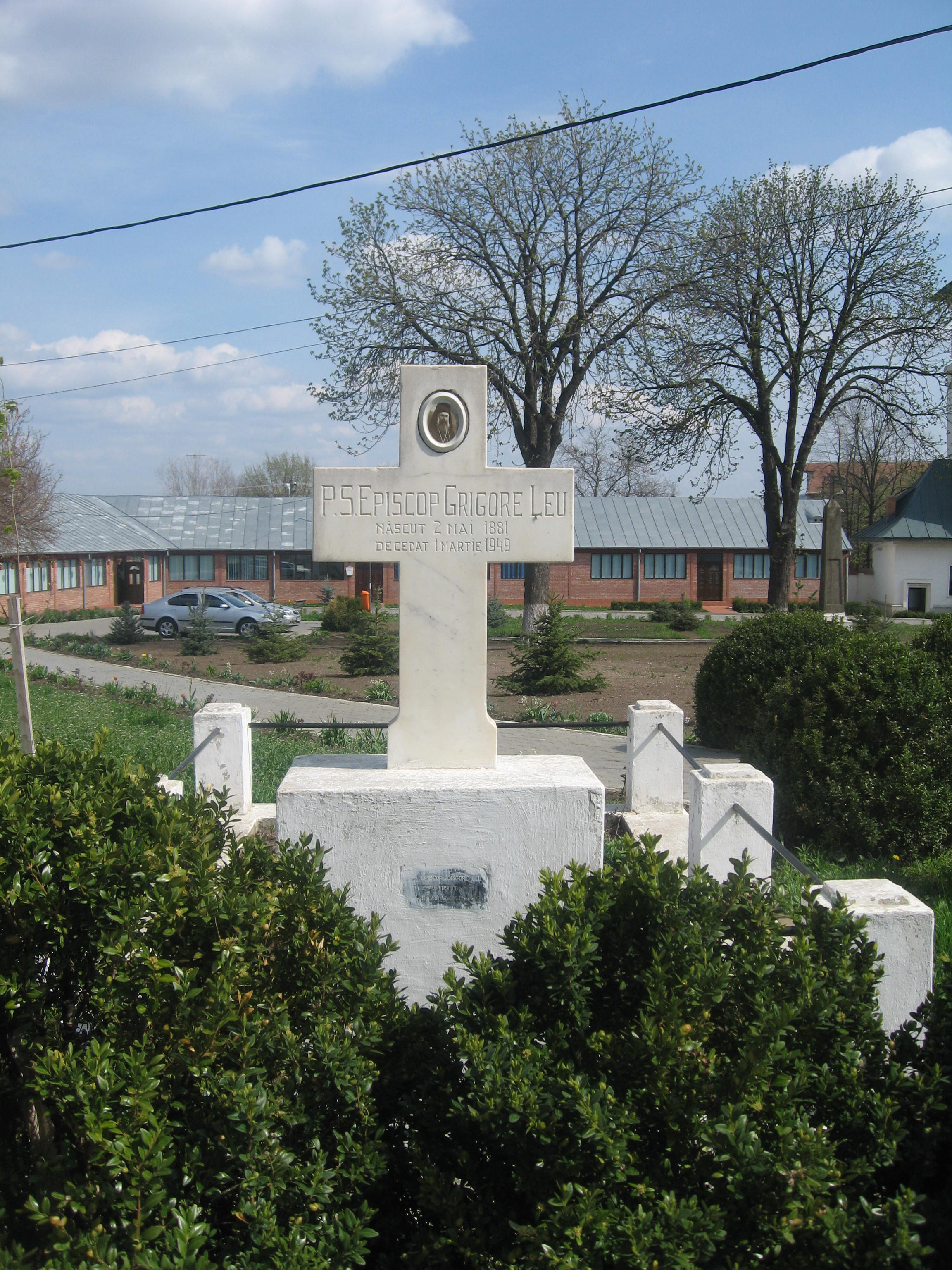
Mormântul episcopului Grigorie Leu

Grigorie Leu (n. 2 mai 1881, Țuțcani, Județul Covurlui astăzi în județul Vaslui – d. 1 martie 1949, Huși) a fost un episcop ortodox român, care a ocupat mai întâi scaunul episcopal al Argeșului (1936-1940), apoi pe cel al Hușilor (1940-1949). A fost unul din nenumărații ierarhi ai Bisericii Ortodoxe Române care a intrat în conflict cu regimul comunist.

## Originea și studiile
Fiu al unei vechi familii de preoți din părțile Covurluiului, născut la 2 mai 1881 în Țuțcani, Vaslui, după ce a urmat cursurile Seminariilor din Roman și Iași, a fost hirotonit preot pentru comuna Oancea, Galați, urmând în paralel cursurile Facultății de Teologie din București.

## Cariera ecleziastică
Între 1916-1918 a fost directorul Seminarului din Ismail, iar în 1924 a devenit vicar al Mitropoliei Iașilor, fiind sfințit arhiereu în același an. La vecernia din ziua de 27 decembrie 1924, s-a făcut ceremonia ipopsifierii. 28 decembrie 1924 a fost hirotonit arhiereu de Mitropolie a Moldovei, find de față Mitropolit Pimen al Moldovei, Nicodem, Starețul Mănăstirii Neamțului, episcopul Iacov Hușilor și episcopul Cozma de Dunării de Jos.
30 aprilie 1936 Grigore Leu a fost ales episcop al Argeșului, înscăunat 7 iunie 1936; după patru ani, la 11 iunie 1940, a fost ales episcop de Huși, înscăunat pe 28 iulie 1940, unde a rămas în funcție până la 5 februarie 1949.

## Opresiunea din timpul regimului comunist
În anul 1949 Episcopia Hușilor a fost desființată, teritoriul ei împărțit între Episcopia Romanului și Episcopia de Galați, iar episcopul Grigore Leu a fost pensionat.
Episcopul Grigorie Leu al Hușilor a murit otrăvit în anul 1949 de reprezentanţii regimului comunist.
„Raportul de expertiză medico-legală nr. 16932/c/24.02.2019, întocmit de Institutul de Medicină Legală Iași, a concluzionat că moartea Episcopului Grigorie Leu s-a datorat unei „intoxicații cu o substanță ce conține ioni de cupru”,  „care nu puteau ajunge în organism decât prin ingestie”.
A fost înmormântat în spatele altarului Catedralei Episcopale din Huși.

## Distincții
- Ordinul Meritul Cultural, în gradul de Cavaler clasa I, pentru biserică (1 februarie 1943)[3]